# Wings
Wings — рок-группа Пола Маккартни, основанная после распада The Beatles в 1971 году и просуществовавшая до 1981 года. Несмотря на частые изменения в составе (постоянными участниками были лишь Пол Маккартни, Линда Маккартни и Дэнни Лэйн), группа пользовалась в 1970-х годах стабильным успехом. 12 синглов Wings входили в британский Top 10 (один из них, «Mull of Kintyre», 9 недель держался на 1-м месте), 14 синглов — в американскую десятку (из них 6 выходили на 1-е место). Восемь альбомов группы входили в первые десятки хит-парадов США и Британии, причём в США пять альбомов подряд поднимались на вершину.

## История группы
Wings образовались летом 1971 года, когда к Полу Маккартни и его жене Линде присоединились барабанщик Денни Сайвелл (Denny Seiwell) и бывший гитарист Moody Blues Денни Лэйн (Denny Laine, наст. имя — Brian Arthur Hines, род. 29 октября 1944 года в Джерси, Ченнел Айлендз) — давний друг, который ещё в составе Denny And The Diplomats играл в первом отделении концерта The Beatles в зале Plaza Ballroom (в Дадли) 5 июля 1963 года.
7 декабря по обе стороны Атлантики вышел дебютный альбом группы, Wild Life (№ 11 Великобритания, № 10 США). Он был сознательно задуман как «несложное» произведение, на музыкальных критиков впечатления не произвёл и в целом не удовлетворил самого Пола Маккартни. 25 января 1972 года в состав Wings вошёл ещё один гитарист, Генри Маккалох (Henry McCulloch, бывший участник Grease Band). C его материалом группа провела своё знаменитое университетское «сюрприз-турне», за которым последовали концерты в небольших европейских залах и культурных центрах.
Возвращение на концертную сцену Маккартни задумал в феврале 1972 года. К тому времени, если не считать появления на крыше с Let It Be в 1969 году, он в течение шести лет не выступал вживую. Был разработан очень смелый план: музыканты решили просто сесть в фургон и отправиться в путешествие, давая незапланированные концерты в университетах по 50 пенсов за билет. «Не думаю, что это была столь уж ненормальная идея. Пол по сути своей эксцентрик, и если уж он что-то задумал, он это исполняет. Он не хотел, чтобы пресса с самого начала взялась нас критиковать», — вспоминал Денни Лэйн. «Это было как минимум дерзко. Другой хотя бы отели забронировал. Сумасшедшая идея, но было весело. Словно компания ненормальных вышла в поход. Wings и были, вообще-то, экспериментом. Мы знали, что не сможем продублировать The Beatles», — говорил Маккартни.
Следующий сингл группы появился спонтанно, после событий «Кровавого воскресенья» в Ирландии. Маккартни резко осудил действия британского правительства в программе радиостанции KHJ, а 1 февраля за один день записал Give Ireland Back to the Irish. Сингл был запрещён на Би-Би-Си, но несмотря на это поднялся в Британии до 16 места (#1 — в Ирландии и Испании).
Следующая сорокапятка Wings, Mary Had a Little Lamb (#9 Великобритания, #28 США), была во всех отношениях более чем безобидной («Это песня для весны, которая делает людей счастливыми», — гласил рекламный буклет), но третья, Hi Hi Hi (#5 Великобритания, #10 США; декабрь 1972 года) оказалась вновь под запретом в Британии — причиной послужил не «наркотического звучания» заголовок (как считают многие), а намеки сексуального толка в тексте (цензоров смутила строчка: «Я хочу, чтобы ты легла в постель и приготовилась к моей телесной пушке»).
В августе 1972 года Пол, Линда и Денни Сайвелл были арестованы в Швеции за хранение наркотиков и оштрафованы.

### Red Rose Speedway
23 марта (9 апреля — в США) вышел «My Love», первый американский чарттоппер Маккартни (#2 Канада, #9 Великобритания). Он был включен в альбом Red Rose Speedway (#4 Великобритания, #1 США), вышедший впервые под «вывеской» Paul McCartney & Wings. Первоначально к работе над ним был привлечён продюсер Глин Джонс, с которым у битлов уже был неудачный опыт сотрудничества — во время работы над альбомом Let It Be. Пол вновь остался недоволен работой Джонса и, отказавшись от его услуг, спродюсировал пластинку самостоятельно, заодно сократив её наполовину (предполагалось сначала сделать альбом двойным, включив в него помимо прочего 2 композиции Денни Лэйна и одну — Линды Маккартни).
16 апреля 1973 года Маккартни выступил в телевизионном музыкальном варьете James Paul McCartney, а затем, при участии Wings, записал музыкальную тему для фильма Бондианы Живи и дай умереть: так возобновилось его сотрудничество с Джорджем Мартином (автором саундтрека), аранжировавшим и спродюсировавшим эту запись. Live and Let Die 1 июня (18 июня — в США) вышел синглом и поднялся до #2 в США и Канаде (#7 — в Великобритании).

### Band On The Run
В августе 1973 года, незадолго до вылета в Нигерию для начала работы над новой пластинкой, из Wings один за другим ушли Генри Маккалох и Денни Сейвелл, из-за чего Маккартни пришлось самому исполнить партии ударных.
Вышедший 5 декабря (в США — 7 декабря) альбом Band on the Run (вновь подписанный Paul McCartney and Wings), которому предшествовал сингл Helen Wheels (#12 Великобритания, #10 — США), возглавил основные мировые хит-парады. Журналом Rolling Stone он был назван альбомом года (опередив в списке «The Dark Side of the Moon») и удостоился двух наград «Грэмми». Две песни из альбома вышли отдельными синглами: Jet (#7 Великобритания, #7 США) и Band on the Run (#3 Великобритания, #1 США), за которыми последовал Junior’s Farm, в альбом не вошедший.
В июне 1974 года Wings, где вакантное место барабанщика занял Джефф Бриттон (Geoff Britton), а гитаристом стал Джимми Маккаллох, собрались в Нэшвилле, Теннесси. Здесь, при участии Чета Эткинса, Флойда Крамера, Вассар Клементс и вокальной группы Cate Sisters, был создан новый проект, Country Hams. Группа записала три песни, включая композицию Маккартни-отца «Walking in the Park With Eloise», которая в октябре 1974 года вышла синглом.

### Venus and Mars
В январе 1975 года Wings приступили к работе над очередным альбомом. Неожиданно о решении выйти из состава группы объявил Джефф Бриттон (его, специалиста по карате, пригласили сниматься в фильме). Месяц спустя на смену ему пришёл Джо Инглиш.

В мае 1975 года вышли: сначала сингл Listen to What the Man Said (№ 6 Великобритания, № 1 США), затем альбом Venus and Mars, который тут же возглавил основные хит-парады мира. 6 сентября концертом на киностудии Elstree Film (где присутствовали, в числе прочих, Ринго Старр, Элтон Джон, Queen) Wings открыли всемирный тур Wings over the World, в ходе которого дали 66 концертов; фрагменты некоторых из них вошли в альбом Wings over America.

### Wings at the Speed of Sound / Over America

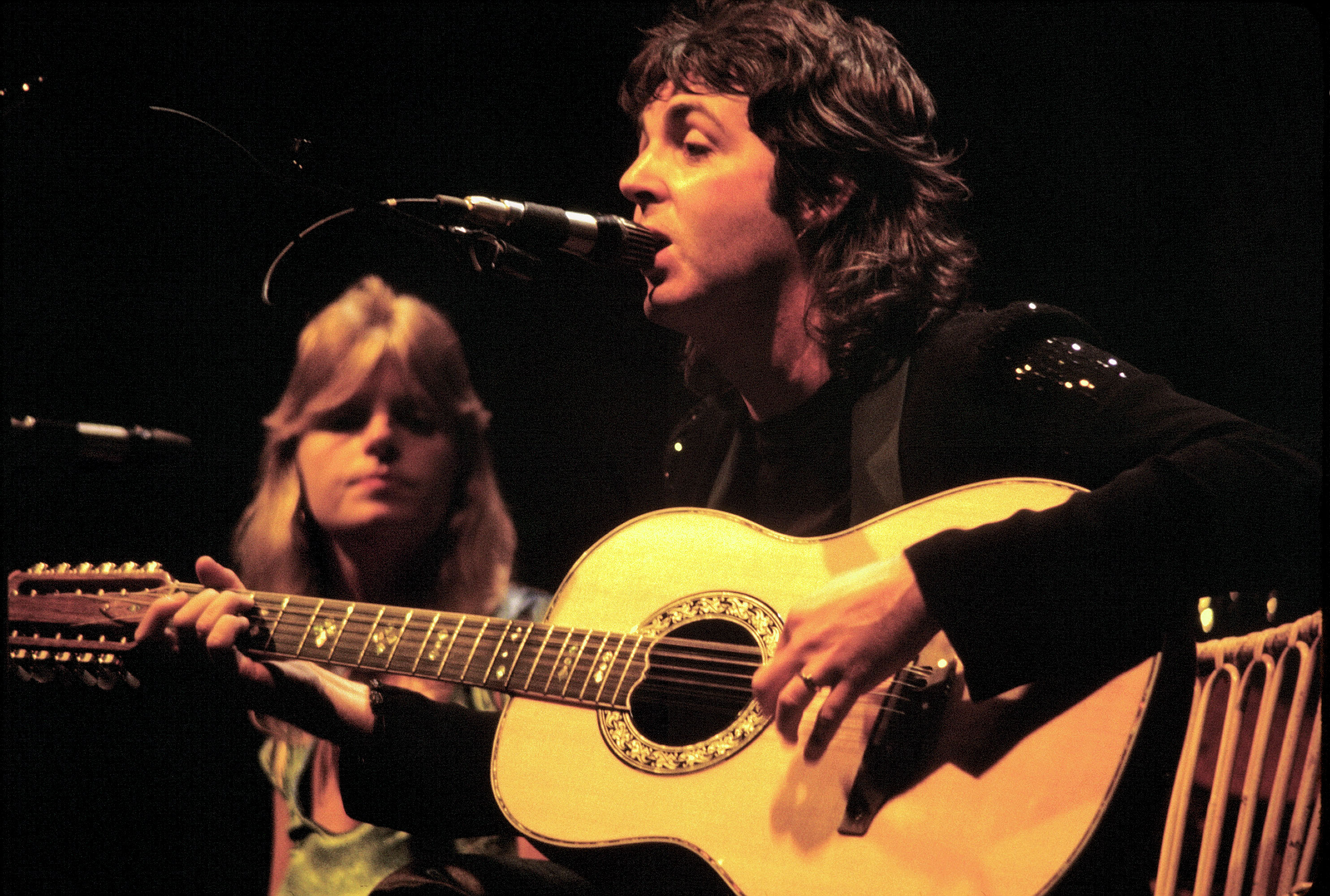
Пол и Линда, турне «Wings over America», 1976 год

20 марта 1976 года Wings начали европейский этап грандиозного мирового турне, выпустив одновременно альбом Wings at the Speed of Sound, который в течение более двух месяцев возглавлял американские чарты, а позже оказался на № 17 в списке 25 самых популярных альбомов десятилетия. Синглами из него вышли Let’em in (№ 2 Великобритания, № 1 США: по итогам года песня была номинирована на Grammy в категории «Лучшее вокальное исполнение») и Silly Love Songs (№ 2 Великобритания, № 1 США).
В мае Wings начали третий этап мирового турне, а 10 июня выступили в Сиэтле: на основе этого концерта были выпущены альбом и фильм Rockshow. В сентябре, в ходе четвёртого этапа тура, группа выступила в Загребе и дала благотворительный концерт в Венеции в поддержку Фонда спасения города.
10 декабря 1976 года вышел тройной концертный альбом Wings over America, записанный в ходе 64 концертов по 10 странам (в общей сложности перед 2 миллионами зрителей). Альбом возглавил хит-парад США, а сингл из него Maybe I’m Amazed поднялся здесь до № 10. По итогам 1976 года журнал Rolling Stone признал Маккартни лучшим исполнителем. В New Musical Express в списке популярнейших альбомов Wings at the Speed of Sound занял второе место. Газета Daily Mirror признала Wings лучшей поп- и рок-группой, а Маккартни — певцом года.

### Mull of Kintyre. Альбом London Town

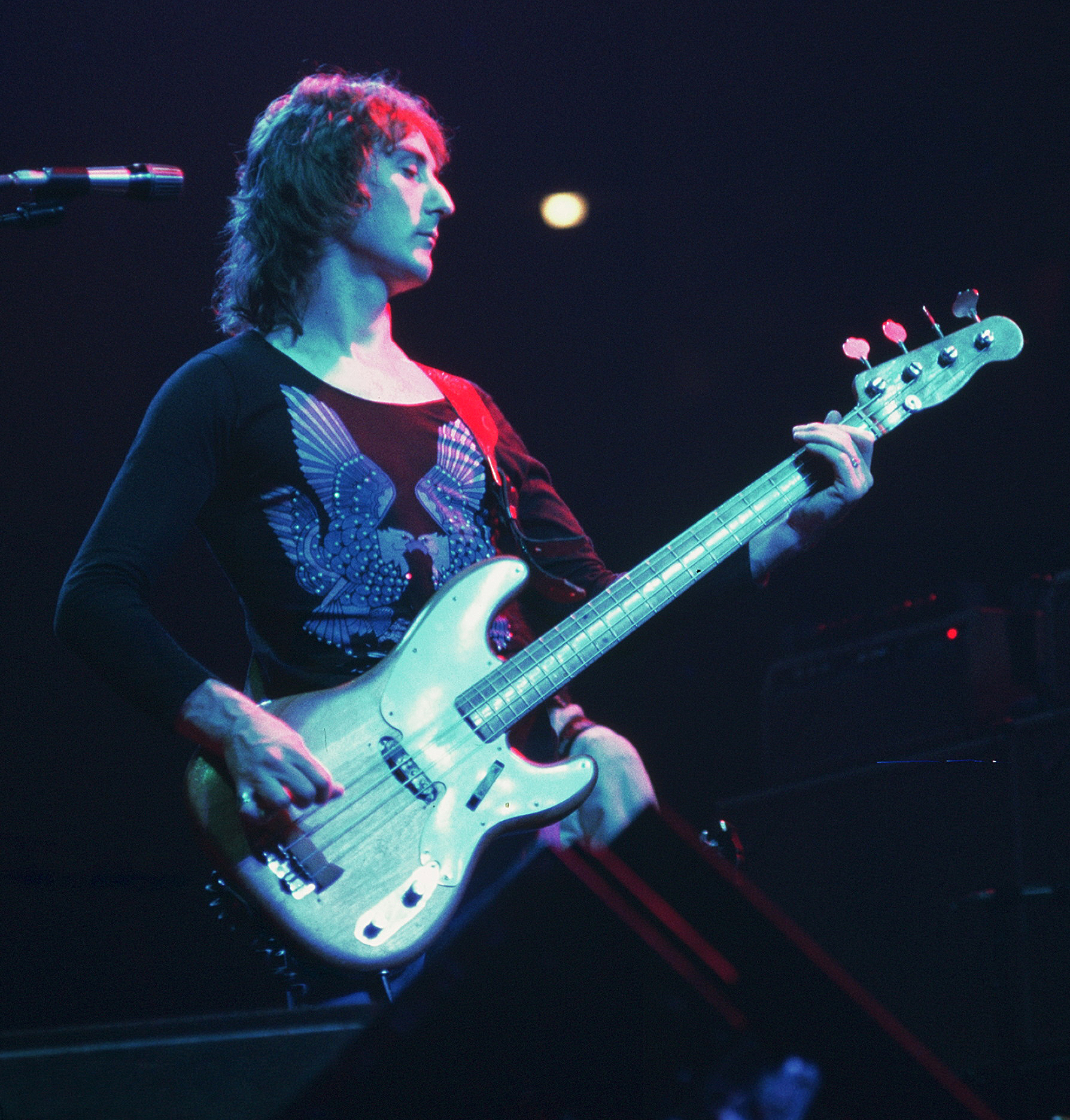
Дэнни Лэйн, 1976 год

В сентябре 1977 года из состава Wings вышел Джимми Маккалох (бывший участник The Small Faces), в октябре за ним последовал Джо Инглиш.
11 ноября 1977 года (в Англии, 4 ноября — в США) вышел сингл с песнями Mull of Kintyre/Girl’s School, ознаменовавший коммерческий пик карьеры Wings. В Британии он побил все коммерческие рекорды, включая битловские, 9 недель возглавлял списки, разошёлся тиражом, превысившим 2,5 миллиона экземпляров и оставался британским бестселлером всех времен вплоть до 1984 года (когда по коммерческим показателям был превзойдён благотворительным релизом Band Aid «Do They Know It’s Christmas»).
В конце марта 1978 года вышел альбом London Town (#2 Великобритания, #4 США) с рабочим названием Water Wings (он частично записывался на борту яхты). Критика тепло встретила альбом, особое внимание обратив на интересные, необычные тексты, насыщенные диалектом кокни. Альбом записывался уже с новым ударником Стивом Холли (Steve Holly), прежде игравшим с Элтоном Джоном, а в Wings принятым по рекомендации Денни Лэйна. Синглом из альбома вышла песня With a Little Luck, возглавившая американский хит-парад.

### Back to the Egg
Летом 1978 в шотландской студии Rude, принадлежавшей Маккартни, начались репетиции нового состава: в группу вошёл гитарист Лоуренс Джубер (Laurence Juber), который до этого участвовал в записи альбома Tales of Mystery and Imagination Алана Парсонса, а также играл с Ширли Бэсси и Джоном Уильямсом. В сентябре 1978 года в замке Лимпн (графство Кент на берегу Ла-Манша) Wings записали основную часть нового альбома Back to the Egg.
В мае 1979 года вышел Back to the Egg (#4 Великобритания, #8 США) — как вскоре выяснилось, последний альбом Wings: он был записан продюсером Крисом Томасом. Вышедший за два месяца до этого сингл Goodnight Tonight (#5 Великобритания, США) в альбом включен не был — просто потому, что, по мнению Маккартни, не соответствовал его общей концепции. Альбом, несмотря на мощную рекламную кампанию, имел сравнительно скромный успех, и Маккартни всегда считал его одной из своих неудач. Однако за композицию «Rockestra Theme» (в записи которой принимали участие, в числе прочих, Пит Таунсенд, Джон Бонэм, Джон Пол Джонс и Дэвид Гилмор) он вновь получил Грэмми, да и музыкальные критики впоследствии оценивали Back to the Egg достаточно высоко.
23 ноября Wings в ливерпульском Royal Court Theatre начали очередное большое турне, которому суждено было оказаться в карьере группы последним.
В октябре 1980 года Wings собрались в кентской студии Finston Manor и подготовили (так и не вышедший) сборник Hot Hits, Cold Cuts (песни 1972—1979 годов, в своё время оставшиеся незавершенными). Тогда же Маккартни записал звуковую дорожку к мультфильму Rupert the Bear.

### Распад Wings
Смерть Джона Леннона потрясла Пола Маккартни. 6 января 1981 года состоялась последняя студийная сессия Wings. Как говорил Лоуренс Джубер (в интервью журналу Beatlefan), «…смерть Джона отбила у Пола охоту к концертной деятельности, ведь ему приходилось бы каждые 10 минут вздрагивать, ожидая, что какой-нибудь придурок выстрелит в него из пистолета». К тому же в апреле 1981 года Пол Маккартни получил несколько анонимных писем, где ему угрожали смертью, после чего он некоторое время отказывался от гастролей и что также всё больше приводило к распаду группы. 27 апреля 1981 года было официально объявлено о роспуске группы.

## Состав

### Последний состав
- Пол Маккартни — ведущий вокал, бас-гитара, гитара, клавишные (1971—1981)
- Линда Маккартни — вокал, клавишные (1971—1981; умерла в 1998)
- Денни Лэйн — вокал, гитара, бас-гитара, пианино (1971—1981)

### Бывшие участники
- Денни Сайвелл — ударные (1971—1973)
- Генри Маккалох — вокал, гитара (1972—1973)
- Джимми Маккалох — вокал, гитара, бас-гитара (1974—1977; умер в 1979)
- Джефф Бриттон — ударные (1974—1975)
- Джо Инглиш — вокал, ударные (1975—1977)
- Стив Холли — вокал, ударные (1978—1980)
- Лоуренс Жубер — вокал, гитара (1978—1980)

## Дискография
1. Wild Life (1971)
2. Red Rose Speedway (1973)
3. Band on the Run (1973)
4. Venus and Mars (1975)
5. Wings at the Speed of Sound (1976)
6. Wings over America (1976)
7. London Town (1978)
8. Wings Greatest (1978)
9. Back to the Egg (1979)
10. Band on the Run: 25th Anniversary Edition (1999)
11. Wingspan: Hits and History (2001, сборник)
12. One Hand Clapping (2024)